# Yoroa clypeoglandularis
Yoroa clypeoglandularis är en spindelart som beskrevs av Léon Baert 1984. Yoroa clypeoglandularis ingår i släktet Yoroa och familjen klotspindlar. Inga underarter finns listade i Catalogue of Life.